# Судан (регіон)

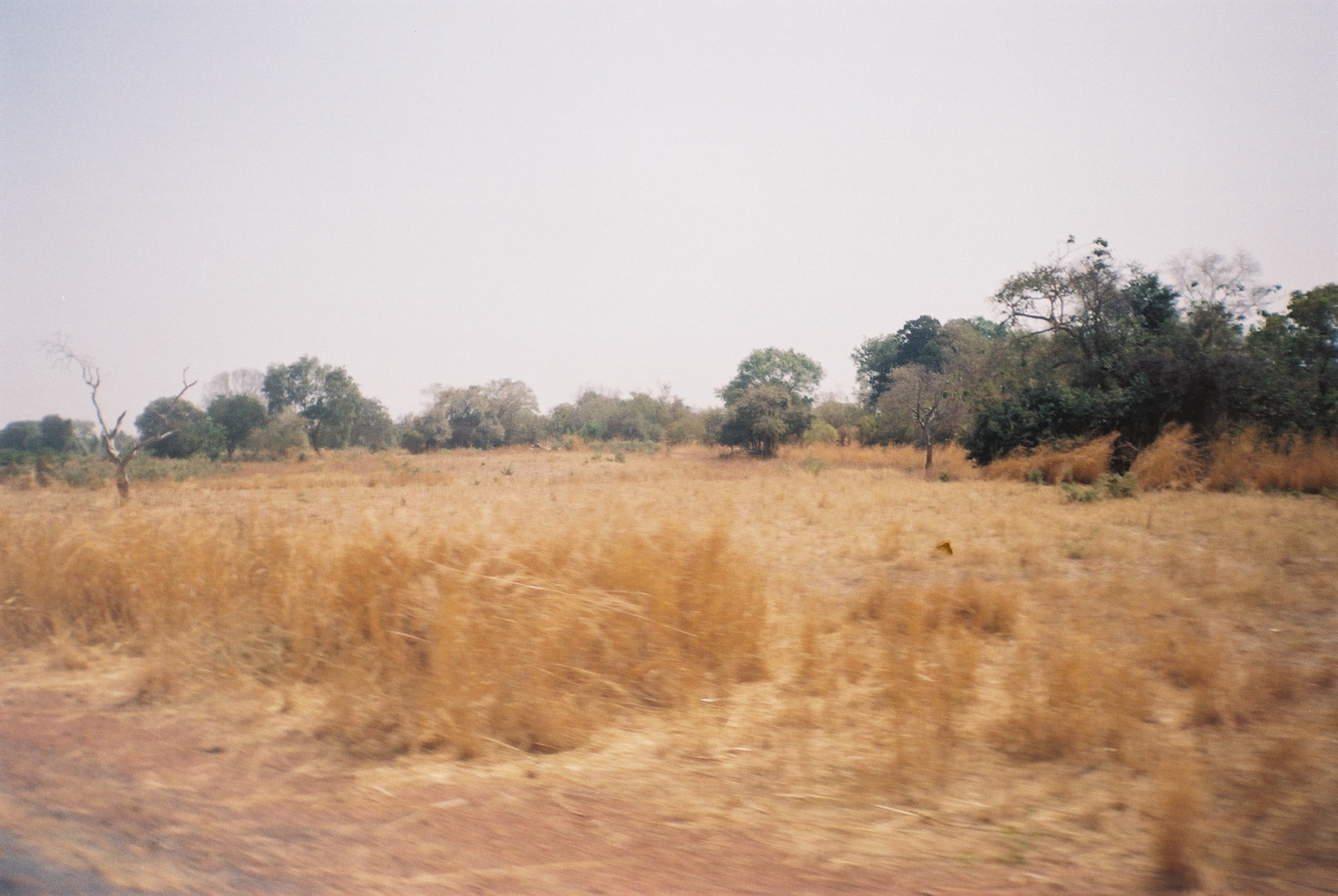
Типовий краєвид Судану

Суда́н (араб. البلاد السودان, трансліт. Bilâd as-sûdân, дос. «країна чорних») — історико-географічний регіон Африки, на південь від Сахари до 5 паралелі на північ від екватора. Територіально займає північну частину Субсахарської Африки (північ Західної, Центральної та північний захід Східної Африки). Прикордонна зона між Суданом і Сахарою називається Сахель. 
Площа близько 5 млн км².

## Субрегіони
Судан поділяють на:

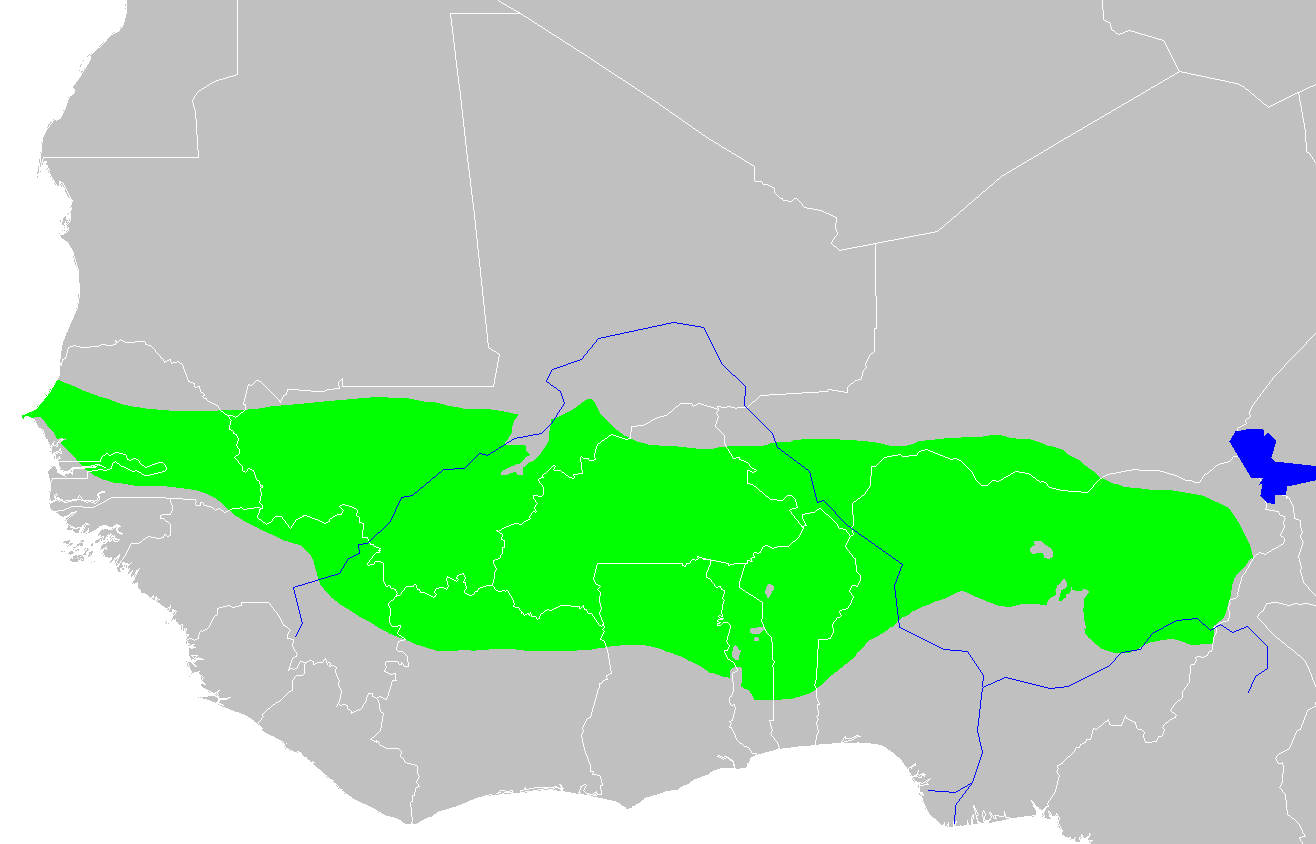
Західносуданська савана

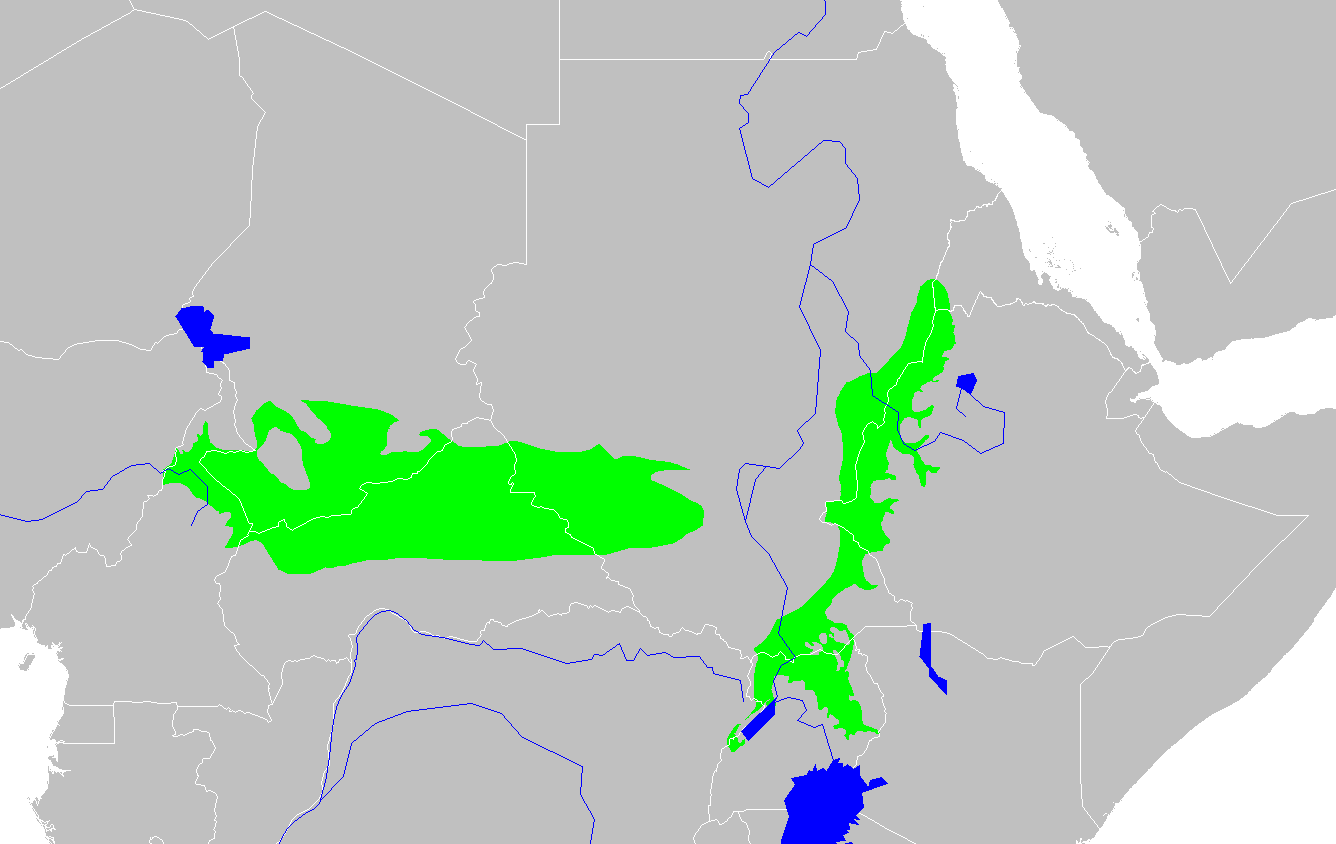
Центрально- та східносуданська савани

- Високий Судан на заході, гористу територію від Гвінейської затоки до Дарфура; високий Судан охоплює два історичні регіони:
  - Західний Судан: території Буркіна-Фасо, північного Малі, частини Нігеру, Гвінеї, Гани, Кот-д'Івуару і Мавританії — до озера Чад;
  - Центральний Судан: частина територій держав Нігер і Чад — від озера Чад до кордонів Судану. Регіон поділяється Камерунським нагір'ям на східну і західну частини. На південь від західної частини Гвінейська мозаїчна ліс-савана. На сході Судану розташований Судд — заболочений район, а також на півдні Північно-Конголезька мозаїчна ліс-савана.
- Низовинний Судан, або Східний Судан. Територія до Білого Нілу, до кордону з Ефіопією.

## Клімат
Клімат Судану субекваторіальний, мусонний. Взимку діє північно-східний пасат (зимовий мусон), який часто називають харматтаном; переважає континентальне тропічне повітря, стоїть спекотна суха погода. Середня температура самого холодного місяця від 20 до 26 °C. Більшу частину Судану займає типова савана, яку заступають на півдні високотравна (висота трав до 5 м) савана і листопадно-вічнозелені ліси. Західний Судан добре зрошений (озеро Чад) і родючий, Східний є степовим і пустельним.

## Населення
Найчисленніші етнічні групи — команді, джолофи, сонгаї, хауса, борну, багірмі тощо; низка народів сповідує іслам.